# Коминен бързолет
Коминните бързолети (Chaetura pelagica) са вид дребни птици от семейство Бързолетови (Apodidae).
Гнездят в източните части на Северна Америка и зимуват в северозападна Южна Америка. Достигат дължина 12 до 15 сантиметра, размах на крилата 27 до 30 сантиметра и маса 17 до 30 грама, като мъжките са малко по-едри от женските. Хранят се главно с летящи насекоми.

## Характеристика
Коминните бързолети, както подсказва името им, се размножават по комините на къщите в Северна Америка, тъй като предпочитат да гнездят на тъмно.  Обикновено само една двойка образува гнездо в един комин, тоест не се наблюдава групово гнездене. Подобно на повечето представителни видове от сем. Бързолетови и коминните бързолети прекарват месеци в непрекъснат полет през периодите на зимуване, а в размножителния период летят постоянно през деня, спирайки само за да изхранват малките си. Много характерно за коминните бързолети е тяхното "висене" във вертикално положение, захванати с краката за стената на комина. Техните крака са малки и слабо-развити, но имат здрави, извити нокти. По този начин в комина висят родителите, малките им, които могат да бъдат до 4-5 на брой, и в някои случаи птици-помощници - бързолети неучастващи в двойка.
При коминните бързолети се наблюдава интригуващ феномен, част от тяхната миграция - огромни ята използват за временен престой комини по пътя си, като привечер всички едновременно се прибират в комина, образувайки динамични, въртящи се форми, които представляват сензация за местните.
Коминните бързолети живеят до около 14 г.

## Екологично състояние
Бройките на коминните бързолети намаляват поради замяната на широките комини, които могат да се отварят и затварят, с тесни и затворени структури. Също така коминните бързолети често биват бъркани с прилепи и това може да създаде неприязън и неразбиране. В последно време има множество инициативи в Съединените щати и Канада за създаване на изкуствени комини, функциониращи единствено като потенциален хабитат на бързолетите. 